# Дело Reeflay
Дело Reeflay — происшествие в деревне Ивановка Раменского района Московской области, в ходе которого видеоблогер Станислав Решетняк (Reeflay) во время стрима на видеохостинге YouTube совершил непредумышленное убийство своей подруги Валентины Григорьевой. Впоследствии инцидент вызвал общественный резонанс, на фоне которого блогера привлекли к уголовной ответственности, а его канал был заблокирован. Кроме прочего, случай привлек внимание зарубежных СМИ.

## Происшествие
В ночь на 2 декабря 2020 года Reeflay вёл стрим на своем YouTube-канале из арендованного дома в Раменском городском округе. В это время вместе с ним была Валентина и их общая знакомая Марина Саратовцева. Они выпивали, и в какой-то момент Станислав и Валентина поссорились.
Согласно официальной версии следствия, в ходе ссоры Решетняк нанёс многочисленные удары по голове и телу девушки. Падая на пол, девушка хваталась руками за провода, прервав тем самым прямой эфир. Это не понравилось Решетняку, и он, в очередной раз избив подругу, выставил её из дома в неотапливаемую бойлерную. Факт избиения подтверждают гематомы на теле и свидетельские показания другой участницы стрим-трансляции. Валентину хотела забрать Марина, но Станислав, по её словам, сделать ей этого не позволил. После чего последняя покинула компанию.
Спустя некоторое время блогер возобновил трансляцию, сообщив зрителям о недостойном, по его мнению, поведении Валентины. Решетняк откровенно делился подробностями произошедшего вне стрима. «Дал пару лещей» и «сделал 10 раз крещение» (облил холодной водой), дабы «привести Валю в чувства», оставив её в прихожей в нижнем белье «проветриваться». По просьбам подписчиков Reeflay вышел проверить девушку, но обнаружил её уже без сознания. Блогер дотащил её до дивана, начал рыдать и просить зрителей вызвать скорую. Однако когда приехали медики, оказалось, что Валентина уже мертва. Всё это время он сидел перед камерой и пил шампанское, пока его мёртвая подруга лежала на диване. Отключил эфир, когда приехали сотрудники правоохранительных органов.
Впоследствии Решетняк был задержан. На время проведения следственных мероприятий обвиняемый был отправлен в СИЗО на два месяца. В ходе проведённой экспертизы было выявлено, что потерпевшая умерла до приезда врачей от сдавливания головного мозга гематомой, образовавшейся в результате причиненной ей закрытой черепно-мозговой травмы. Также ранее в крови как Станислава, так и Валентины, были обнаружены следы наркотических веществ.

## Приговор
27 апреля 2021 года Раменский городской суд вынес приговор: Решетняк признан виновным по части 4 статьи 111 («Умышленное причинение тяжкого вреда здоровью, опасного для жизни человека, повлекшего по неосторожности смерть человека)» УК РФ. Приговорён к 6 годам колонии строгого режима.
В феврале 2024 года Ульяновский областной суд заменил Решетняку наказание: он был освобождён из колонии и приговорён к принудительным работам сроком 2 года 10 месяцев 13 дней с удержанием 15% из зарплаты.

## Решетняк
Станислав Вячеславович Решетняк родился 23 октября 1990 года в Москве. В стримах известен под ником Reeflay / Панини. По словам бабушки блогера, Лидии Верхушкиной, он прожил с ней вместе до 9 лет и она о нем хорошо отзывается. После окончания школы и сдачи ЕГЭ он пошёл учиться, однако спустя год бросил учёбу. После армии занимался ремонтом компьютеров. По его собственным словам, «много чем занимался»; начинал с трансляций, посвящённых играм.

## Григорьева
Валентина Максимовна Григорьева родилась 22 июля 1993 года в Краснодаре, впоследствии переехала в Москву. В стримах была под псевдонимом Валентина Гениальная. По словам друзей и знакомых из Краснодара, девушка была доброй и отзывчивой. Завела лабрадора, её часто видели с собакой на прогулках. Ещё одна знакомая утверждала, что Валентина старалась помочь людям, была тихой и скромной. По её словам, девушка особо ничем не выделялась, правда, в основном вела ночной образ жизни, гуляла, тусовалась, любила выпить. Окончила Краснодарский педагогический колледж с красным дипломом, по театрально-хореографической специализации. Мечтала переехать в Москву и построить там карьеру, но решилась на этот шаг только после смерти матери и бабушки в 2019 году.